# Ford Madox Ford
Pour les articles homonymes, voir Ford (homonymie).
Ford Madox Ford, de son vrai nom Ford Hermann Hueffer, né le 17 décembre 1873 à Merton (en ce temps dans le Surrey et aujourd'hui un district de Londres), et décédé le 26 juin 1939 à Deauville, dans le Calvados, en France, est un romancier, poète, critique et éditeur britannique.

## Biographie
Son père, Francis Hueffer, critique musical pour The Times, est allemand d'origine et sa mère Catherine Madox Brown anglaise. Il change plus tard son nom pour Ford Madox Hueffer, puis enfin Ford Madox Ford en l'honneur de son grand-père, le peintre préraphaélite Ford Madox Brown, dont il écrit la biographie.
Il lie connaissance à l'âge de 18 ans avec Joseph Conrad, avec qui il rédige les romans Les Héritiers (The Inheritors), en 1901, et L'Aventure (Romance), en 1903. 
Son premier livre, La Chouette brune (The Brown Owl), est un conte de fées publié chez T.Fisher Unwin en 1891. Il a alors seulement 18 ans et cet ouvrage est illustré par son grand-père, le peintre pré-Raphaëlite Ford Madox Brown. Comme le souligne son biographe Alan Judd, à l'âge de vingt-sept ans Ford est un écrivain prometteur qui a réussi à faire paraître quelques-uns de ses écrits. En 1900, soit au tout début du vingtième siècle, il se distingue en publiant déjà une biographie de ce grand-père (Ford Madox Brown, 1896), dans le style élégiaque, et trois autres livres : La Plume (The Feather, 1892), Le Feu dansant (The Shifting of the Fire, 1892), puis deux ans plus tard La Reine qui savait voler (The Queen Who Flew, 1894). En 1905, il publie un portrait de Hans Holbein chez Duckworth. En 1906, il s'intéresse au roman historique et publie La Cinquième Reine (The Fifth Queen).
Son roman le plus connu, Le Bon soldat (The Good Soldier), paraît en 1915. Mais l'essai critique et culturel L'Âme de Londres (The Soul of London, 1905) obtient un succès d'estime à sa sortie en Angleterre. Cet ouvrage forme le premier volet de la trilogie L'Angleterre et les Anglais (England and the English), qui sort aux États-Unis en 1907. Cette trilogie est formée de The Soul of London, The Heart of the Country, The Spirit of the People. En tout, Ford publie plus de quatre-vingt volumes. Auteur prolifique, il a une influence certaine sur la littérature de son temps et la littérature en général, même si, de son vivant, il n'a pas la reconnaissance méritée. Son deuxième roman d'importance est la tétralogie Finies les parades (Parade's End), parue entre 1924 et 1928. 
Poète et critique littéraire, il est également un éditeur actif et avisé. Il crée The English Review à Londres en 1908. Son but est de publier des auteurs méconnus ou rejetés par le réseau de l'édition classique. Et de ce point de vue, la revue littéraire est une réussite : il publie D.H. Lawrence et Ezra Pound. Néanmoins, à la suite d'une mauvaise gestion, cette revue mensuelle s'arrête en 1910. Une autre expérience de l'édition est tout aussi fructueuse : dans le Paris des années 1920, il crée avec Ernest Hemingway The Transatlantic Review. La revue publie les premiers textes de ce dernier.
À partir de 1922 il s'installe en France, qui devient son pays d'adoption, même si, sur la fin de sa vie, il se partage entre les États-Unis et la France (la Provence).  
Ford Madox Ford a développé une théorie, le test de la page 99, selon laquelle la lecture de la 99e page d'un livre pourrait être déterminante sur l'envie de lire ou non un livre.
Il est l'ami de Roger Dévigne et René Béhaine. 
Ernest Hemingway livre un portrait de lui dans Paris est une fête (posthume, 1964).

## Œuvre

### Tétralogie romanesque deParade's End (Finies les parades)
- Some Do Not . . ., 1924
- No More Parades, 1925  Publié en français sous le titre Finies les parades, trad. Fernande Bogatyreff et Georges Pillement, Paris, Librairie de la Revue française, « Les Grands Étrangers » no 4, 1933
- A Man Could Stand Up, 1926
- Last Post, 1928

### Trilogie romanesque deLa Cinquième Reine
- The Fifth Queen, 1906  Publié en français sous le titre La Cinquième Reine, trad. Claudine Stora, Paris, Acropole, 1984
- Privy Seal, 1907
- The Fifth Queen Crowned, 1908

### Autres publications
- The Brown Owl, 1891 (signé H. Ford Hueffer)
- The Shifting of the Fire, 1892 (signé H. Ford Hueffer)
- The Queen Who Flew: A Fairy Tale, 1894
- The Cinque Ports, 1900
- The Inheritors, 1901 (avec Joseph Conrad et signé H. Ford Hueffer)
- Rossetti, 1902
- Romance, 1903 (avec Joseph Conrad et signé H. Ford Hueffer)  Publié en français sous le titre L'Aventure, trad. Marc Chadourne, Paris, Simon Kra, 1926 ; réédition, Fayard, 1960; réédition, Paris, Rombladi, 1972, réédition, LGF, « Le Livre de poche. Biblio » no 3017, 1983
- The Benefactor, 1905
- The Soul of London, 1905
- The Heart of the Country, 1906
- An English Girl, 1907
- Mr Apollo, 1908
- The Half Moon, 1909
- A Call, 1910
- The Portrait, 1910
- The Critical Attitude, 1911 (signé Ford Madox Hueffer)
- The Simple Life Limited, 1911 (signé Daniel Chaucer)
- Ladies Whose Bright Eyes, 1911 (version révisée en 1935)
- The Panel, 1912
- The New Humpty Dumpty, 1912 (signé Daniel Chaucer)
- Henry James, 1913
- Mr Fleight, 1913
- The Young Lovell, 1913
- Antwerp, 1915
- Henry James, a Critical Study, 1915
- Between St Dennis and St George, 1915  Publié en français sous le titre Entre saint Denis et Saint Georges, Paris, Payot, 1916
- The Good Soldier, 1915  Publié en français sous le titre Quelque chose au cœur, trad. Jacques Papy, Paris, Le Club français du livre, 1953  Publié en français dans une autre traduction d'André Simon sous le titre Le Bon Soldat, Paris, Acropole, 1986 ; réédition, Paris, UGE, « 10/18 » no 2554, 1994
- Zeppelin Nights, 1915 (avec Violet Hunt)
- The Marsden Case, 1923
- Women and Men, 1923
- Mr Bosphorous, 1923
- The Nature of a Crime, 1924  (avec Joseph Conrad et signé H. Ford Hueffer)  Publié en français sous le titre La Nature d'un crime, trad. Maxime Rovere, Paris, Payot et Rivages, « Rivages poche » no 778, 2013
- Joseph Conrad, A Personal Remembrance, 1924
- New York is Not America, 1927
- New York Essays, 1927
- New Poems, 1927
- A Little Less Than Gods, 1928
- No Enemy, 1929.
- The English Novel: From the Earliest Days to the Death of Joseph Conrad, 1929
- The English Novel, 1930 (version augmentée)
- Return to Yesterday, 1932
- When the Wicked Man, 1932
- The Rash Act, Cape, 1933
- It Was the Nightingale, 1933
- Henry for Hugh, 1934
- Provence, 1935
- Portraits from Life: Memories and Criticism of Henry James, Joseph Conrad, Thomas Hardy, H. G. Wells, Stephen Crane, D. H. Lawrence, John Galsworthy, Ivan Turgenev, W. H. Hudson, Theodore Dreiser, A. C. Swinburne, 1937
- Great Trade Route, 1937
- Vive Le Roy, 1937
- The March of Literature, 1938
- Selected Poems, 1971
- Your Mirror to My Times, 1971

## Adaptations
- 2012 :  Parade's End (mini-série)